# حاييم موشيه شابيرا
حاييم موشيه شابيرا (بالعبرية: חיים משה שפירא‏)، 26 مارس 1902 – 16 يوليو 1970) كان من كبار السياسيون الإسرائيليون في الأيام الأولى من وجود الدولة وموقع على وثيقة إعلان استقلال إسرائيل.
ولد حاييم موشيه لزلمان شابيرا وروزا كروبنيك في الإمبراطورية الروسية في غرودنو في ما يعرف اليوم روسيا البيضاء. في عام 1925 كان مندوب في المؤتمر الصهيوني، حيث انتخابه لعضوية اللجنة التنفيذية. وفي نفس السنة هاجر إلى فلسطين الانتدابية.